# آندری کراوچانکا
آندری کراوچانکا (بلاروسی: Андрэй Сяргеевіч Краўчанка؛ زادهٔ ۴ ژانویهٔ ۱۹۸۶) ورزشکار دو و میدانی اهل اتحاد جماهیر شوروی سوسیالیستی است.